# Elatostema kusaiense
Elatostema kusaiense är en nässelväxtart som beskrevs av Kanehira. Elatostema kusaiense ingår i släktet Elatostema och familjen nässelväxter. Inga underarter finns listade i Catalogue of Life.